# Абд ас-Самад
Абд ас-Самад, также Ходжа Абдус Самад, Абд аль-Самад Ширази, (около 1540 — после 1593) — персидский, индийский художник-миниатюрист и каллиграф, а также вельможа могольского императорского двора. Работал в Персии и Индии. Оказал влияние на развитие могольской живописной школы второй половины XVI века более, чем любой иной художник.
Карьера Абд ас-Самада при Моголах, примерно с 1550 по 1595 год, относительно хорошо документирована. Примерно с 1572 года он возглавил императорскую мастерскую императора Акбара и «именно под его руководством стиль Моголов достиг зрелости». Современный специалист, Барбара Бренд, высказала предположение, что Абд ас-Самад — это тот же человек, что и персидский художник Мирза Али, чья задокументированная карьера, вероятно, заканчивается в то же самое время, когда Абд ас-Самад начал работать на Великих Моголов.

## Персия
Родился около 1540 года в Ширазе, по происхождению иранец. До 1544 года Абд ас-Самад жил в Ширазе, а затем в Тебризе, где прошёл обучение в мастерской шаха Тахмаспа I (правил 1524—1576 гг.). От той поры сохранился список «Шахнаме», созданный по заказу Тахмаспа I между 1515 и 1535 годами, в котором содержится миниатюра со сценой убийства Хосрова Парвиза. Исследователи приписывают её молодому Абд ас-Самаду. Бренд считает эту картину «неудовлетворительной» и работой неопытного художника. От этого периода не сохранилось ни одной работы с подписью художника, и атрибуция миниатюры основана на искусствоведческом анализе. Он также был каллиграфом, что-то не упомянутое в биографии Мирзы Али.
В 1543 году могольский император Хумаюн, проиграв сражения Шер-шаху, потерял индийские владения и нашёл убежище при дворе персидского шаха Тахмаспа. На одном приёме, устроенном в честь Хумаюна в Тебризе в 1544 году, тот познакомился с Абд ас-Самадом. Историк Акбара I Великого Абу-ль-Фадль в «Акбарнаме» сообщает об их встрече: «…к удивительному и чудесному Ходже Абд ас-Самаду Ширин Калям (сладчайший калям), который служил в этом городе, ценитель всего изящного (то есть Хумаюн) отнёсся с большим уважением». В 1544 году Хумаюн попросил шаха Тахмаспа освободить Абд ас-Самада и Мир Сеида Али, в значительной степени потерявшего к этому времени интерес к живописи. Абд ас-Самад стал придворным живописцем Хумаюна, и в 1549 году последовал за ним в отвоёванный недавно Кабул, где разместилась временная столица моголов, пока император вёл бои за свои владения в Индии. В Кабуле Абд ас-Самад жил вместе с отцом.
В Кабуле была создана китабхане, и Абд ас-Самад наряду с другими мастерами регулярно преподносил свои работы на просмотр императору по разным значительным поводам, включая Навруз (персидский Новый Год). Одной из лучших работ этого периода является «Двое юношей в саду» (датирована 1551 г. Библиотека Гулистан, Тегеран), которая позднее была включена в альбом «Муракка-и гульшан». Этот альбом много лет спустя составил внук Хумаюна император Джахангир (1605—1627), в нём содержится большинство работ художника, сохранившихся от кабульского периода. Миниатюры из «Муракка-и гульшан» выдержаны в консервативном персидском (сефевидском) стиле, в них ещё нет того нового духа, который характерен для могольской живописи периода правления императора Акбара. Одна из этих миниатюр изображает Акбара, дающего миниатюрную картину его отцу Хумаюну, и включает имя Самада в портфолио; фигура рядом с ним, вероятно, его портрет. Изображение использует полностью персидский стиль и включает в себя тематические элементы, в том числе автопортрет, которые являются «ослепительными новыми отклонениями в исламской живописи».
В Кабуле художник жил до 1555 года, и за это время им было создано значительное число произведений, среди которых известная картина, выполненная на холсте «Правители из дома Тимура» (1550—1555 гг., Британский музей, Лондон). С Мир Сеидом Али и Дуст Мухаммадом Абд ас-Самад, «ввёл в мастерские Моголов полностью имперский персидский стиль», которые ранее казались небольшими и состояли из художников, обучавшихся в различных центрах, включая Бухару. Абд ас-Самад, вероятно, работал над необычно большой картиной «Правители из дома Тимура» (Британский музей), которую Хумаюн заказал около 1550-55, в частности на фоне пейзажа. В 1552 году группа отдельных миниатюр, включая работы двух персов, была включена в дипломатический подарок правителю Кашгара, когда Хумаюн собирал союзников, чтобы вернуть свой трон.

## Индия
В 1555 году Хумаюн отвоевал Дели, и Абд ас-Самад вместе со всем императорским двором последовал за ним в новую столицу. Здесь художник стал одним из ведущих мастеров императорской китабхане. В Индии он стал одним из основателей школы могольской миниатюры. В 1556 году Хумаюн неожиданно скончался, упав с лестницы в своей библиотеке, и трон перешёл к его четырнадцатилетнему сыну Акбару. Юный император в ещё большей степени, чем его отец, любил живопись, Абд ас-Самад был ему учителем и наставником. От тех времён в тегеранской библиотеке Гулистан сохранилась миниатюра «Акбар преподносит рисунок Хумаюну».
Приблизительно в 1569 году Абд ас-Самад занял должность руководителя большого, растянувшегося на 14 лет, проекта — создания многотомной «Легенды об Амире Хамзе» («Дастан-и Амир Хамза» или просто «Хамзанаме»), руководство которым до того осуществлял Мир Сеид Али. В отличие от своего предшественника, Абд ас-Самад смог всего за 7 лет завершить десять томов, в каждом из которых было по 100 иллюстраций (Мир Сеид Али за семь лет смог закончить только четыре тома). Император Акбар высоко оценил его недюжинные организаторские способности, и стал доверять Абд ас-Самаду всё более высокие государственные должности: в 1577 году он был назначен главой императорского монетного двора в Фатехпур-Сикри, в 1582 году надсмотрщиком торговли, в 1583 году управляющим императорского дома, и в 1584 году финансовым управителем провинции Мултан. В бюрократической системе Могольской империи была сложная система чинов и рангов — мансабдар; Акбар пожаловал Абд ас-Самаду высший ранг в третьем классе иерархии — мансаб из 400 человек, и в честь его заслуг наградил почётным званием «Ширин Калям» (сладчайший калям). Эти шаги, возможно, были в знак признания его таланта управленца, но было высказано предположение, что «Акбар больше предпочёл его надёжный подход, чем его романтизированный персидский стиль живописи».
Сын Абд ас-Самада Мухаммад Шариф подружился с принцем Селимом, который впоследствии стал императором под тронным именем Джахангир. Подобно своему отцу, он стал художником и получал важные посты в могольской государственной иерархии. В истории моголов не было иной семьи художников, которая была бы столь же успешна, или могла бы сравниться своей властью и влиянием.
Абд ас-Самад был необычайно изобретательным мастером, его миниатюры полны дотошных деталей, передающих особенности костюмов, узоров изразцовой плитки, украшающей здания, разнообразие деревьев. Современники превозносили его способность «написать изысканную сцену на одном рисовом зёрнышке». Подобные восторженные отзывы были характерны для времён правления Хумаюна, однако император Акбар предпочитал другое искусство, в котором доминировал живой рассказ о событии, а не виртуозная техника. Одной из самых ранних работ, созданных Абд ас-Самадом для Акбара, является миниатюра «Принц Акбар на охоте» (колл. Давида, Копенгаген), которую датируют приблизительно 1556 годом.
Проект «Хамзанаме» (1558—1573 гг.), в котором участвовало более ста художников и ремесленников, потребовал от Абд ас-Самада напряжённой организаторской работы: мастеров собирали со всех уголков Индостана, их подбор, обучение новой стилистике и подключение к работе так, чтобы были выдержаны художественные параметры, удовлетворявшие вкус императора Акбара, были делом, отнимавшим много времени и сил. Вероятно, по этой причине от раннего периода правления Акбара до нас дошло совсем немного произведений художника, но усилия мастера были не напрасны: в ходе работы над «Хамзанаме» родился новый «акбаровский» художественный стиль могольской живописи. Неизвестно, писал ли Самад что-либо из «Хамзанаме» сам, но «направление живописи Моголов все в большей степени соответствовало целям Абад ас-Самада». Сефевидская манера самого Абд ас-Самада, вероятно, не была в фаворе у Акбара. Именно этим обстоятельством исследователи объясняют то, что художник довольно редко участвовал в иллюстрировании рукописей, заказанных императором: из приблизительно тридцати иллюстрированных манускриптов периода правления Акбара Абд ас-Самад принял участие только в трёх.
В 1585 году император Акбар перевёл свою столицу в Лахор, за ним последовала и китабхане со всем персоналом, включая Абд ас Самада. Вскоре после переезда художник принял участие в иллюстрировании манускрипта «Дарабнаме» («Подвиги Дараба», 1485г, Британская библиотека, Лондон). Вместе с Абд ас-Самадом над миниатюрами работал его ученик Басаван, а также Мискин и другие мастера китабхане. Его произведения 1580-х-1590-х годов более многочисленны. Среди них есть замечательные миниатюры «Джамшид, пишет на камне» (имеет подпись, 1588 г., Галерея Фрир, Вашингтон); рисунок «Акбар и дервиш» (ок 1580-90гг, коллекция Ага Хана, Женева), выполненный в технике «ним калям» (полу-калям), напоминающей европейскую гризайль; «Борьба двух верблюдов» (ок. 1590 г., Частное собрание), которую он скопировал с произведения прославленного Бехзада для своего сына; «Охотничья сцена» (1591 г., Музей искусств округа Лос-Анджелес), исполненная вместе с сыном Мухаммадом Шарифом. В 1595—1596 годах Абд ас-Самад принял участие в иллюстрировании списка «Хамсе» Низами («Хосров на охоте»; Британская библиотека, Лондон).
Эти произведения конца 1580-х — 1590-х годов, несмотря на свою крепкую связь с персидской традицией, вновь стали «средним течением» могольской живописи этих лет. Художники вернулись к тому, что так долго старались преодолеть. Возможно, к 1590 м годам придворные вкусы стали более утончёнными и эпикурейскими, и персидский эстетизм вновь вошёл в моду. К концу правления Акбара, ок. 1600 года, художественные тенденции вновь стали отходить от манеры Абд ас-Самада. Исследователи связывают это со смертью художника — он был очень сильной и влиятельной персоной, и вероятно, был способен в большой мере определять художественные тенденции своим авторитетом. После смерти Абд ас-Самада живопись моголов повернулась в сторону более простых композиций, подчёркивающих человеческое взаимодействие.
В своё время, когда император Акбар нашёл художника Дасвантха, он отправил его обучаться к Абд ас-Самаду, и на всех ранних произведениях молодого миниатюриста видно определяющее влияние манеры Абд ас-Самада. Другим его известным учеником был Басаван.
У Абд ас-Самада было двое сыновей ставших художниками. Мухаммад Шариф, сделавший карьеру при дворе императора Джахангира. Имя второго сына, которого отец назвал Бехзадом в честь прославленного персидского мастера, встречается только на миниатюрах. Некоторые учёные считают, что эти сыновья были одним человеком, так как Мухаммад Шариф относительно хорошо задокументирован, но Бехзад известен только по надписям на миниатюрах.
Часть его достоверных или приписываемых ему миниатюр хранятся в собрании Голестанского дворца в Тегеране (Иран), а также в Бодлианской библиотеке в Оксфорд (Англия).
- Принц Акбар на охоте. ок.1555—1558 гг. Собрание Катерины и Ральфа Бенкайм.
- Акбар и дервиш. ок. 1580-90 Собрание Ага Хана, Женева
- Джамшид, пишет на камне. 1588г, Галерея Фрир, Вашингтон
- Абд ас-Самад и Мухаммад Шариф. Охотничья сцена. 1591г Лос Анджелес, Музей Округа.
- Оборотная сторона "Охотничьей сцены": каллиграфия и маргинальные рисунки. 1591г, Лос Анджелес, Музей Округа.
- Царевич посещает отшельника. ок. 1585-1590. Коллекция Ага Хана, Женева.